# Falunap

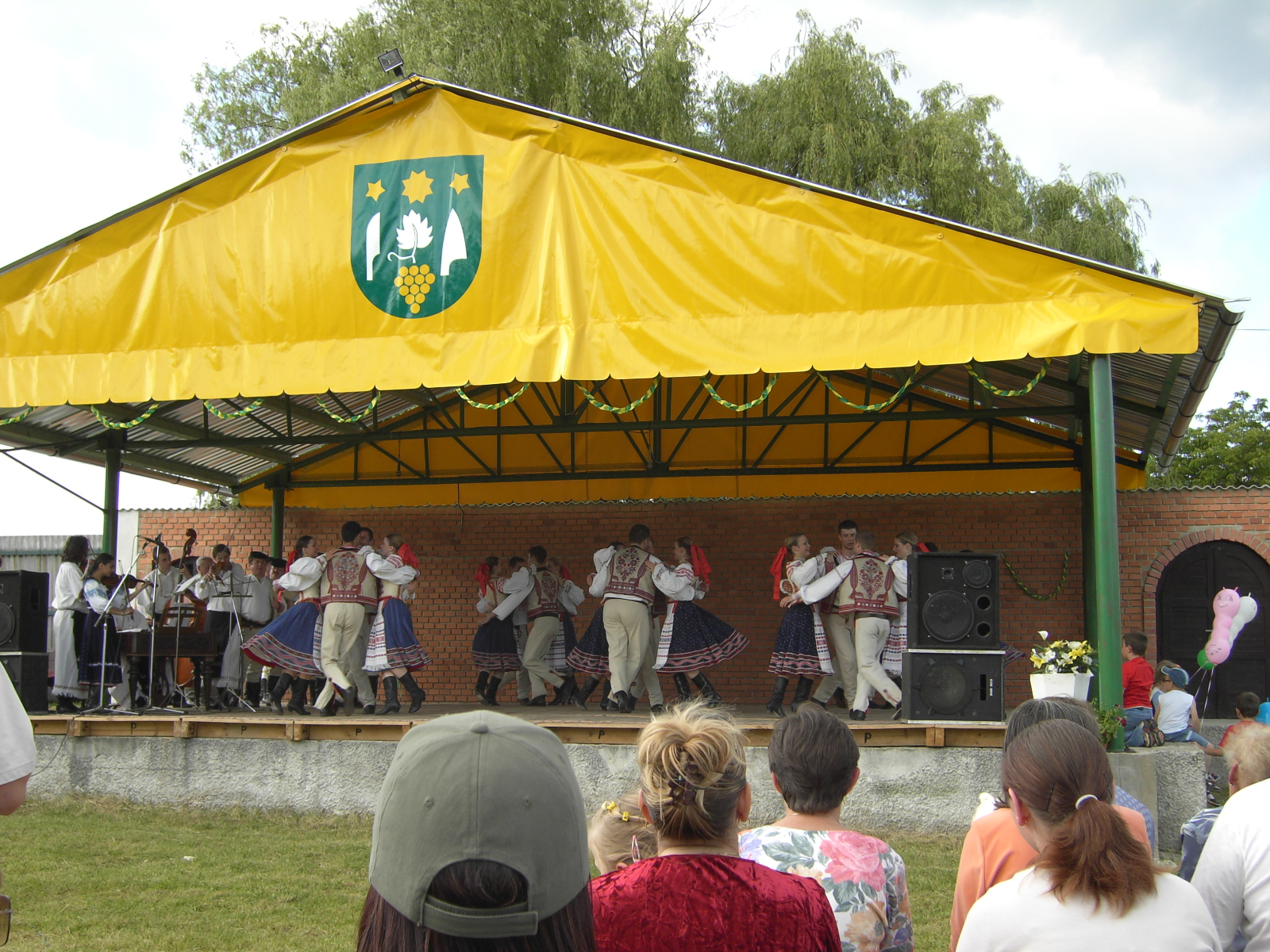
Folklórfesztivál a 2006. június 11-i csábi falunapon

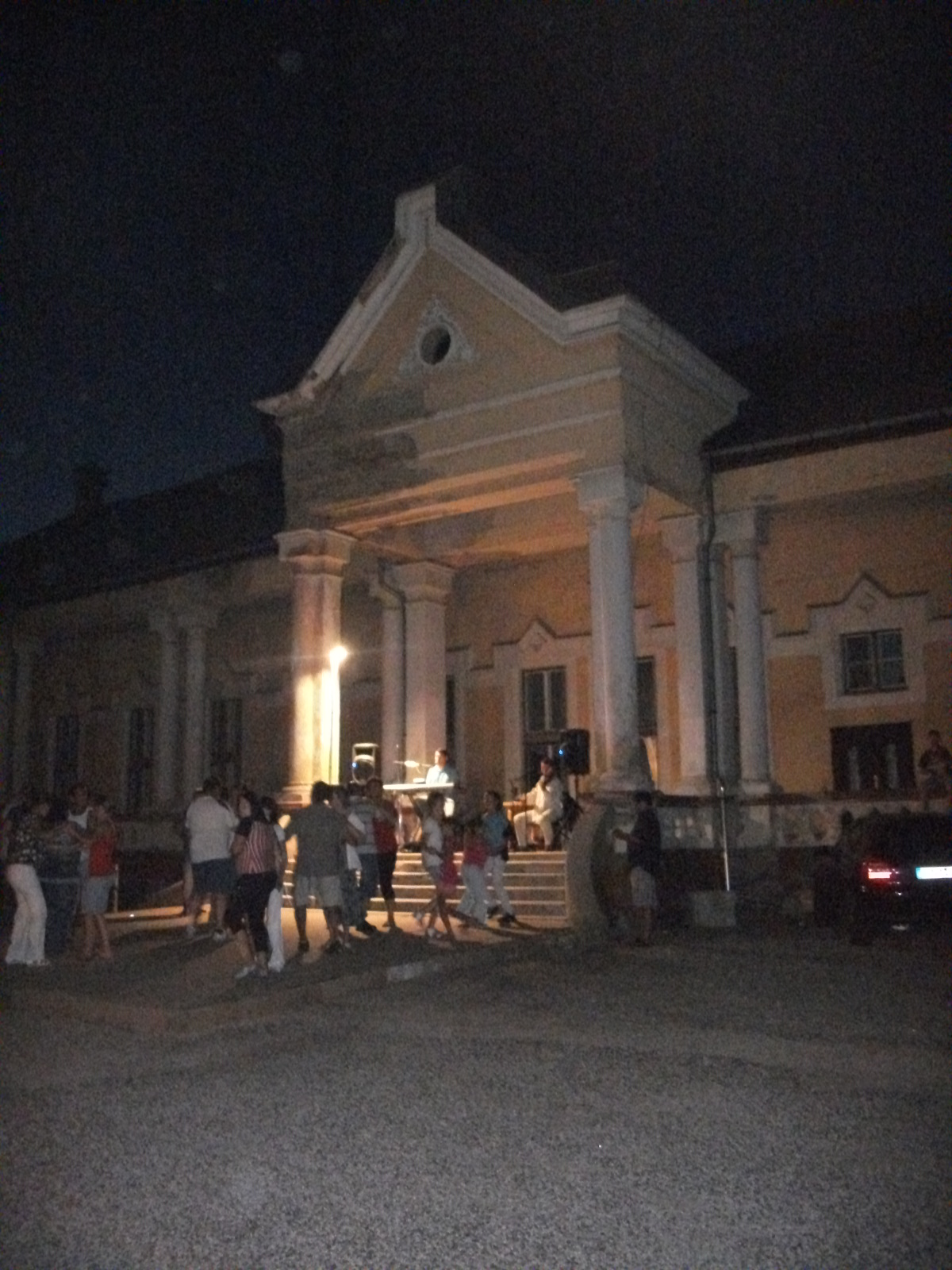
A 2011. augusztus 20-i zichyújfalui falunap a Zichy-kastélynál. Zene & Tánc.

A falunap újkeletű képződmény. A 20. század, különösen a szocializmus időszaka a magyar nyelvterület egészén (vidékenként azonban eltérő mértékben) a faluközösségek felszámolódását okozta. Egyszersmind a népi kultúra lokális színeinek az elszürkülését hozta magával. A mai falusi közvélemény is megköveteli az ottlakóktól az egymáshoz igazodás igényét illetve az egymáshoztartozás szükségletét.
A falunap a rendszerváltás kezdeti éveiben jött létre, új keletű hagyományként. Az első Falunapot a Görböc Néptáncegyüttes hozta létre 1997-ben a Bihar megyei Micske területén, a falusi és a népi kultúra népszerűsítésére, újratanítására. 1997. június 15-én rendezték meg az első észak-bihari falunapokat. 
Elsősorban a helyi képviselő-testületek illetve a polgármesterek kezdeményezték a faluhelyen szokásos felekezeti ünnepségek (búcsúk) elhalásával illetve tetszhalottá válásává, egy olyan össznépi találkozást, ahol minden a településen lévő lakos családjával együtt tartalmas szórakoztató ünnepségen vehet részt.

## Fogalma
A falunap olyan szabadidős tevékenység ahol a szabadidő eltöltése a szórakozás, szórakoztató művelődés és a nevelés tevékenységformáin keresztül valósul meg. Színvonalát a szabadidő eltöltés objektív lehetőségei és a szubjektív körülmények befolyásolják.
Közös jellemzőjük, meghatározó elemük az egyének, a helyi közösségek tagjainak aktív részvétele a rendezvényen (játszóház, kirándulás, ünnep, utcabál), gyakran a tervezésben és a megvalósításban is (falunap, népünnepély). Általában nagyobb tömeget mozgósítanak, a helyi társadalom jelentős ünnepi és szórakozási alkalmai.

## Fejlődése
Az első években elég szűk körben záródott be a falunapok szervezése. Szinte csak a helyi, a településre s közvetlen környékre gondoltak az önkormányzati és az ahhoz kapcsolódó szervezők. A falunapi program is elég szegényes volt. A reggeli zenés köszöntő után a helyi közösség vezetői ünnepi beszédei, tájékoztatóival indult az ünnepi nap. Majd a községi sportlétesítmények udvarán, honvédségi, belügyi (tűzoltósági, polgári védelmi) bemutatók következtek. Az ünnepi közebéd (általában díjmentesen) elfogyasztása után sportműsorok (általában labdarúgó mérkőzések) sora jött el. Az esti főműsor, sötétedés után a tűzijáték majd utcabál zárta a rendezvényt. Az első időben, előzmény és forgatókönyv hiányában a szomszédos települések egymás műsorait másolták le.